# Conistra buxi
Conistra buxi är en fjärilsart som beskrevs av Jean Baptiste Boisduval 1840. Conistra buxi ingår i släktet Conistra och familjen nattflyn. Inga underarter finns listade i Catalogue of Life.